# Bohdan Andrzejewski
Bohdan Andrzejewski (Kielce, 15 de janeiro de 1942) é um ex-esgrimista polaco, bicampeão do Campeonato Mundial e medalhista de bronze nos Jogos Olímpicos de 1968.

## Biografia
Bohdan Andrzejewski nasceu na cidade de Kielce, em 15 de janeiro de 1942. Em sua carreira, conquistou seis títulos nacionais, uma medalha de ouro por equipes no mundial de 1963 e uma medalha de ouro individual no mundial de 1969.
Nos Jogos Olímpicos de 1968, integrou a equipe polaca com Bohdan Gonsior, Henryk Nielaba, Kazimierz Barburski e Michał Butkiewicz. Na ocasião, os polacos ficaram com a medalha de bronze.